# Heiligenberg, Bas-Rhin
Heiligenberg är en kommun i departementet Bas-Rhin i regionen Grand Est (tidigare regionen Alsace) i nordöstra Frankrike. Kommunen ligger i kantonen Molsheim som tillhör arrondissementet Molsheim. År 2022 hade Heiligenberg 695 invånare.

## Befolkningsutveckling
Antalet invånare i kommunen Heiligenberg
| Referens: INSEE |